# Стаин, Иван Николаевич
Иван Николаевич Стаин (7 февраля 1989, Свердловск, РСФСР, СССР) — российский футболист, играл на позиции защитника.

## Клубная карьера
Является воспитанником самарских «Крыльев Советов». Профессиональную карьеру начинал в 2007 году в клубе «Крылья Советов-СОК». В 2008 году выступал за «Тольятти». В 2009 году играл за «Нижний Новгород». В 2010 году перебрался в латвийский «Транзит», за который сыграл 2 матче в чемпионате Латвии. В конце июля 2010 года попал в заявку новосибирской «Сибири». Однако выступал за «Сибирь-2». В конце июля 2011 года с главной командой «Сибири» отправился на сбор в Словению. Завершил профессиональную карьеру в 2014 году в «Чите».